# Examen contradictoire
L'examen contradictoire est le processus par lequel certains points de droit, certaines hypothèses ou propositions (en) sont examinés par les adversaires de son auteur.
Ce processus est le plus souvent appliqué au sein de la communauté scientifique où une rigoureuse critique est échangée parmi les scientifiques.
Il est aussi souvent appliqué à des structures juridiques, comme celles relatives aux trois branches du gouvernement (pouvoir exécutif, pouvoir législatif, pouvoir judiciaire) qui chacun dispose d'un certain pouvoir politique sur les autres, pour créer un système de séparation des pouvoirs.
En étant contradictoire, cette forme d'examen exige naturellement une différence marquée d'opinion entre les parties concernées, ou une certaine forme d'inimitié. Cela peut être utile en ce que la partie qui examine ne sera pas encline à prendre une conclusion sans preuve solide, mais peut être moins utile lorsque cette même partie prend une définition irrationnelle d'une preuve « solide » qui repose davantage sur une opposition que sur les mérites de l'idée examinée.

## Source de la traduction
- (en) Cet article est partiellement ou en totalité issu de l’article de Wikipédia en anglais intitulé « Adversarial review » (voir la liste des auteurs).